# Standseilbahn Aleksotas
| Standseilbahn Aleksotas                                                                                          |          |             |             |
| Streckenlänge:                                                                                                   | 0,133 km |             |             |
| |          |             |             |
| \| \| 0,133 \| Bergstation \| Bergstation \| \| \| \| Ausweiche \| \| \| \| 0,000 \| Talstation \| Talstation \| |          |             |             |
| Haltepunkt / Haltestelle Streckenanfang                                                                          | 0,133    | Bergstation | Bergstation |
| |          | Ausweiche   |             |
| Haltepunkt / Haltestelle Streckenende                                                                            | 0,000    | Talstation  | Talstation  |

Koordinaten: 54° 53′ 27,9″ N, 23° 53′ 13,1″ O
Die Standseilbahn Aleksotas ist eine der drei Standseilbahnen in Litauen. Sie war die zweite in Kaunas gebaute Standseilbahn nach der 1931 eröffneten Standseilbahn Žaliakalnis, wurde 1935 eröffnet und ist eine der ältesten Standseilbahnen Europas. Sie befindet sich im Stadtteil Aleksotas.

## Technische Daten
Die Standseilbahn hat ein Gleis, auf dem zwei Wagen gegenläufig verkehren. Diese begegnen sich in einer Ausweiche in der Mitte der Strecke. Die Strecke hat eine Länge von 132,9 m und einen Neigungswinkel von 18°. Die Wagen sind aus Holz gefertigt, jeder kann 25 Fahrgäste bei einer Tragkraft von zwei Tonnen aufnehmen. Das System ist mit einer Sicherheitseinrichtung ausgestattet, durch die die Wagen bei Bruch des Zugseiles mit einer automatischen Bremse abgebremst werden. Die Maschinenanlage ist im Keller der oberen Station untergebracht.

## Geschichte
In den 1920er Jahren wurden der Flugplatz Aleksotas, das Institut für Physik und Chemie der Vytautas-Magnus-Universität Kaunas, die Primarschule J. Damijonaičios, das Institut für litauische Literatur und Folklore (litauisch Lietuvių literatūros ir tautosakos institutas), die Sternwarte des Verteidigungsministeriums und andere Institutionen neu errichtet. Sie waren vom Stadtzentrum weiter entfernt. Um die Verbindung mit der Innenstadt zu erleichtern, wurde beschlossen, einen Schrägaufzug zu bauen.

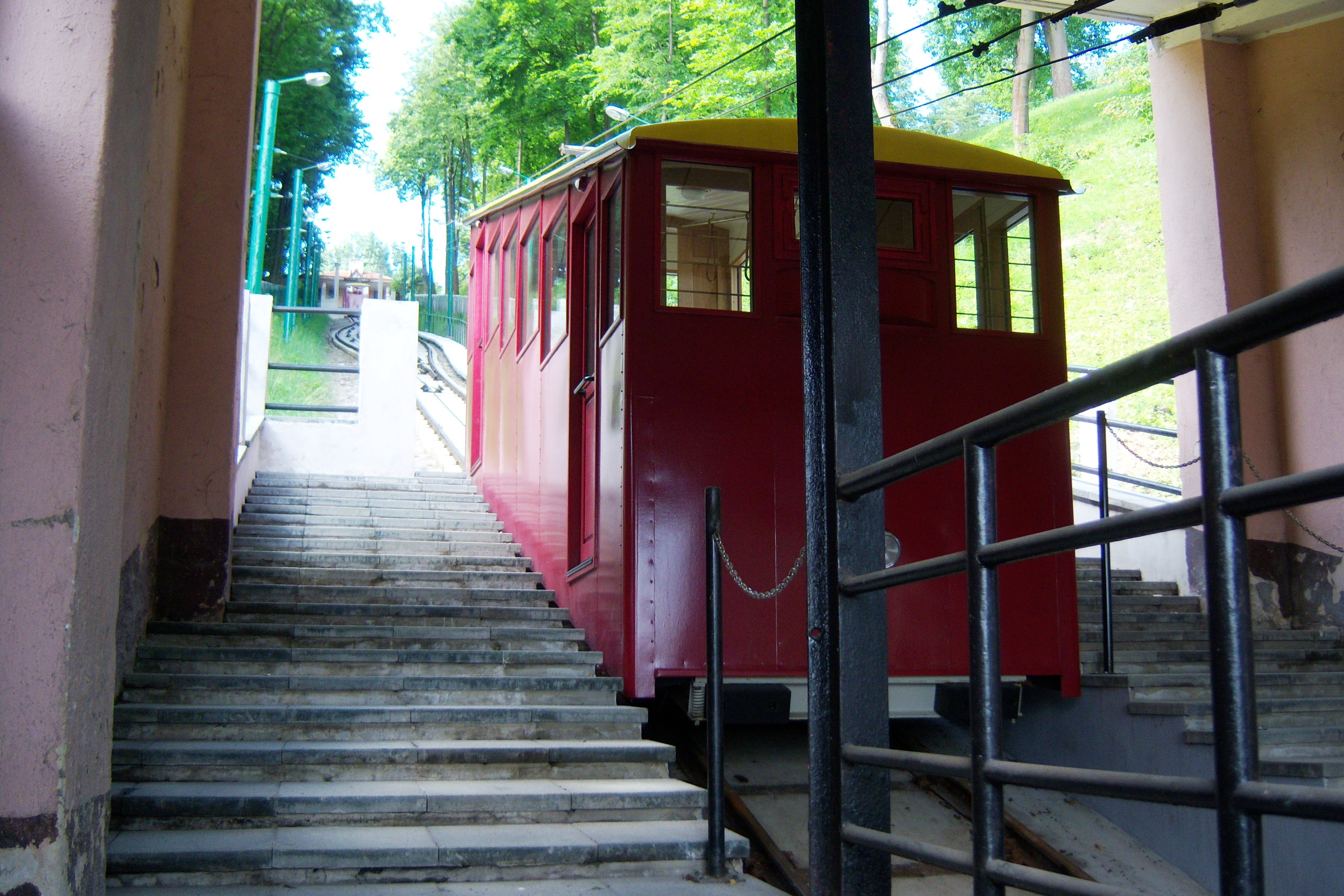
Talstation

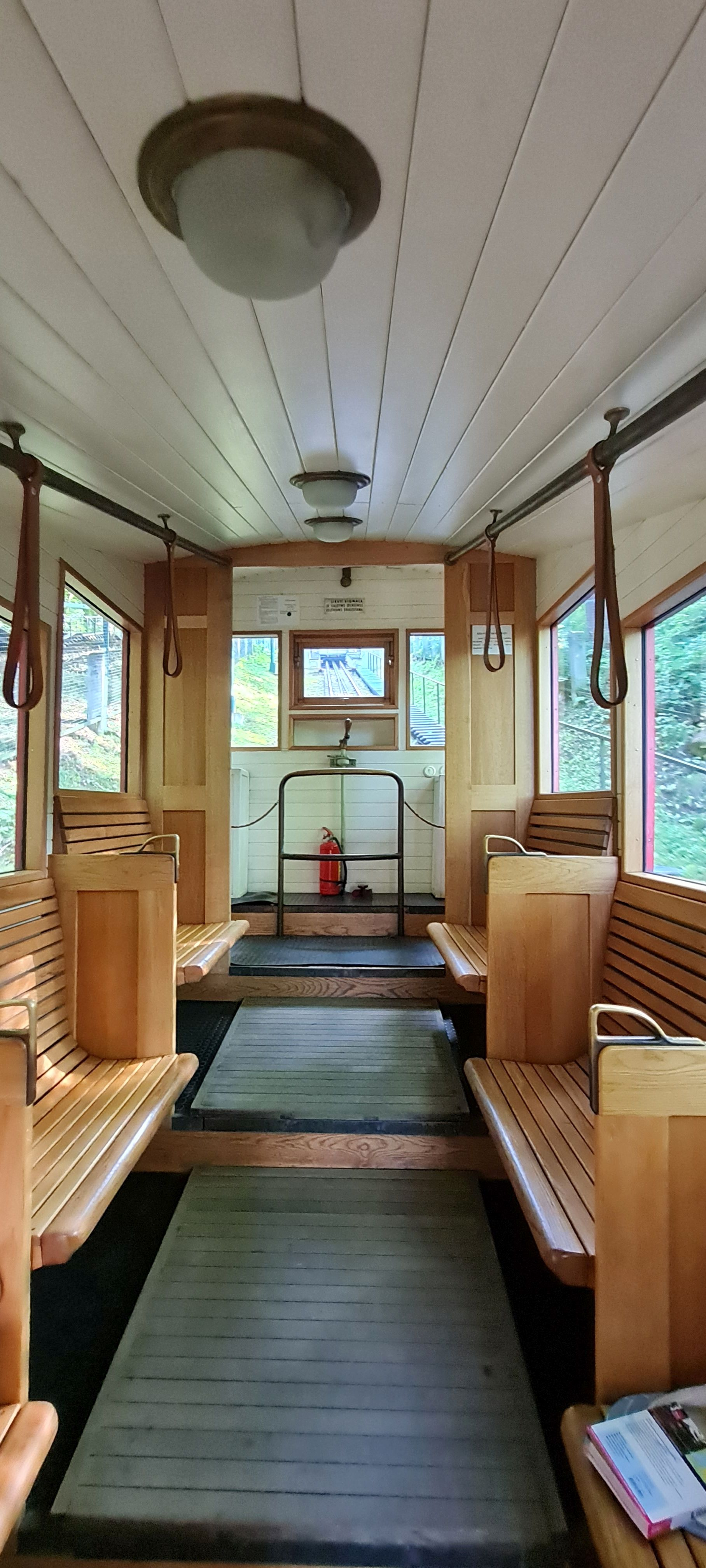
Wageninneres

Am 1. März 1934 begannen die Erdarbeiten. Die Bauarbeiten wurden von der Firma „Mūras“ durchgeführt, die Wagen produzierte „Amlit“, die elektrische Anlage wurde von AEG, Berlin, geliefert und Bau und Montage übernahm das Schweizer Unternehmen „Theodor Bell & Cie. AG Kriens“. Letzteres Unternehmen galt als Seilbahn-Spezialist. An den Planungen waren die Architekten Karolis Reisonas, Ingenieur Napoleonas Dobkevičius, Jonas Andriūnas, Aleksandras Ganfmanas, Aleksandras Mačiūnas beteiligt, die dazu den Ingenieur Jurgis Čiurlys einbezogen.
Die Eröffnung der Standseilbahn erfolgte am 5. Dezember 1935. Zur Eröffnung kamen Innenminister Julius Čaplikas, Kaunas Bürgermeister Antanas Merkys sowie sein Stellvertreter Steponas Rusteika und andere Beamte.
Die Baukosten betrugen etwa 200 000 Litas, davon bezahlte die Hälfte das Land, die andere Hälfte übernahmen ausländische Unternehmen. Neben dem Maschinenraum in der Bergstation wurden Aufenthaltsräume für die Maschinisten und Lagerräume eingerichtet. In der Zwischenkriegszeit fanden pro Tag 226 Fahrten statt. Eine Fahrt dauert etwas länger als eine Minute.
Während der sowjetischen Zeit wurde die Standseilbahn wie die Standseilbahn Žaliakalnio von der Busgesellschaft Troleibusai Kaune betrieben. Der Fahrpreis betrug eine Kopeke. Der Betreiber ist nun UAB Autrolis, eine Tochtergesellschaft von UAB Kauno autobusai, der Betreibergesellschaft von Troleibusai Kaune.
Der Aufzug wird außer an öffentlichen Feiertagen täglich von 7 bis 19 Uhr (Mittagspause von 12 bis 13 Uhr) betrieben.

## Technisches Denkmal
Am 24. Oktober 1997 wurde die Bahn in die Liste der Kulturdenkmäler aufgenommen. Am 9. Oktober 2003 erklärte die litauische Regierung die Bahn als Kulturdenkmal.
Am 16. Oktober 2004 veröffentlichte die litauische Post zwei Briefmarken mit dem Abbild der Standseilbahnen in Kaunas. Beide Marken hatten eine Auflage von 600 000 Exemplaren mit einem Nominalwert von 1 und 1,3 Litas.